# Galerida

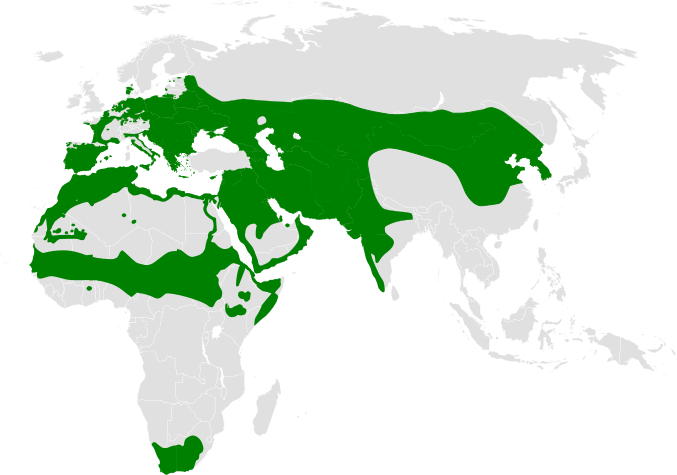
Verbreitungskarte der Gattung Galerida

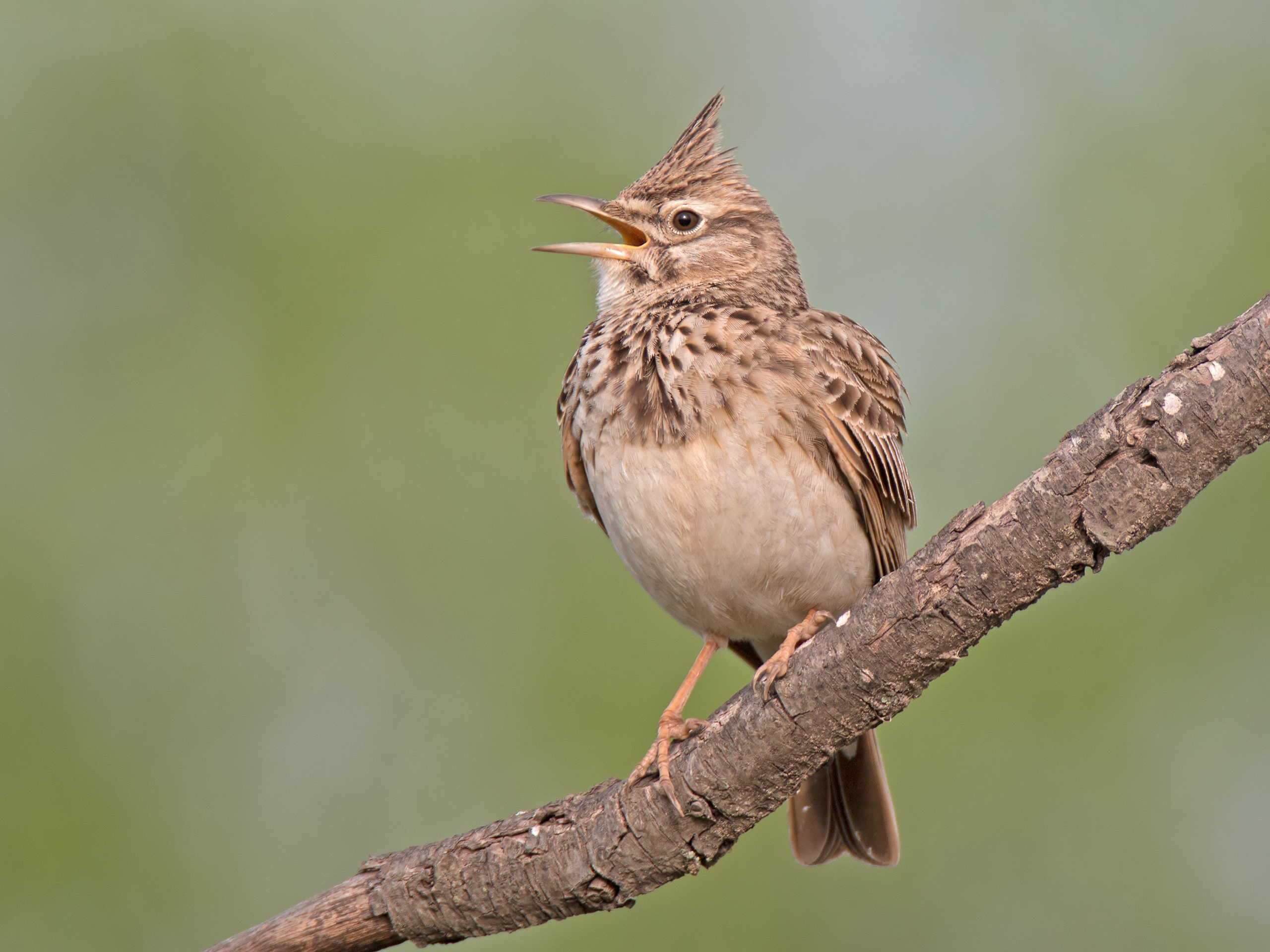
Haubenlerche
(Galerida cristata)

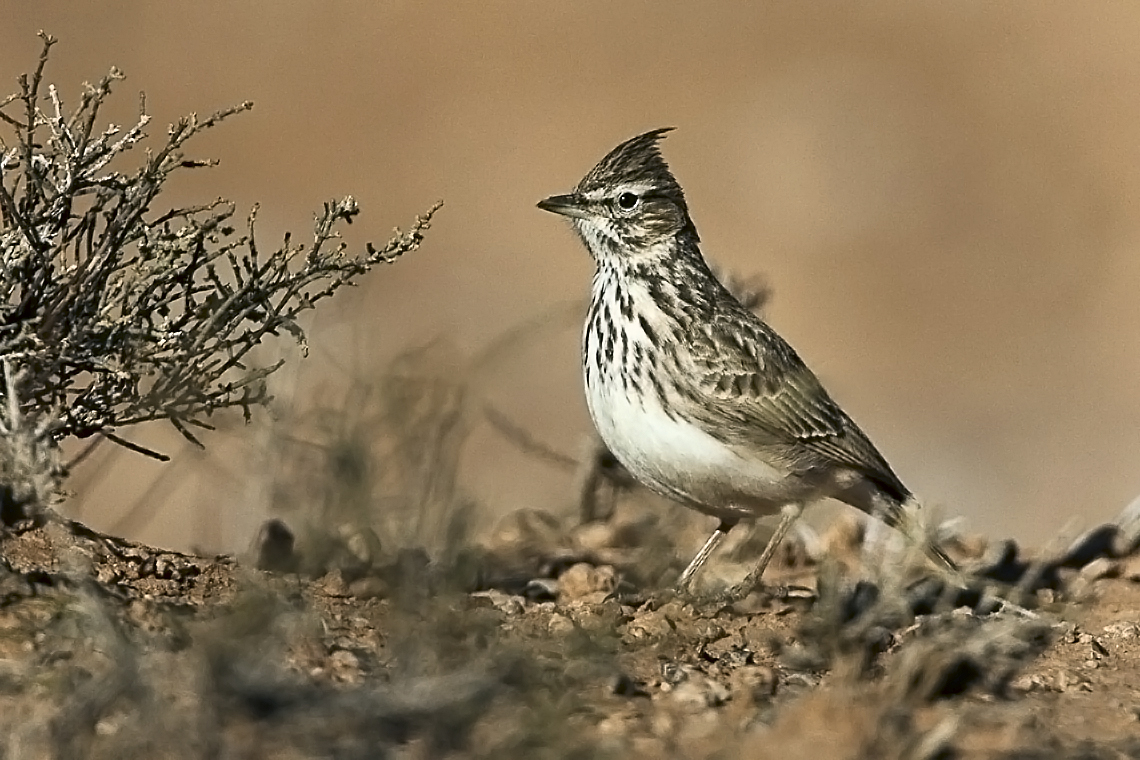
Theklalerche
(Galerida theklae)

Galerida ist eine Gattung der Lerchen. Unter den heute lebenden Vogelarten gehören 7 Arten zu der Gattung. Eine deutsche Bezeichnung hat sich für diese Gattung bislang nicht eingebürgert, sie werden jedoch gelegentlich als Haubenlerchen bezeichnet. Die lateinische Bezeichnung bezieht sich ebenfalls auf die Haube und leitet sich von galerum ab.
Das Verbreitungsgebiet der Gattung ist sehr groß. Es reicht von Afrika über Europa bis nach Asien. Die südlichste Vertreterin der Gattung ist die Dickschnabellerche, die in Namibia und der Republik Südafrika vorkommt.

## Merkmale
Die Arten der Gattung Galerida sind Lerchen mit unterschiedlicher Körpergröße. Die Haubenlerche, die vermutlich die bekannteste Vertreterin der Gattung ist, erreicht eine Körperlänge von bis zu 18 Zentimeter und wiegt bis zu 54 Gramm.
Die Arten der Gattung kennzeichnen sich durch einen vergleichsweise langen und kräftigen zugespitzten Schnabel. Die Nasenlöcher sind bedeckt. Die zehnte Handschwinge ist deutlich erkennbar. Die Handschwingen 6 bis 8 sind gleich lang und bilden die Flügelspitze. Der Schwanz ist im Vergleich zu anderen Lerchenarten kurz.

## Lebensweise
Wie alle Lerchen sind auch die Galerida-Arten Bodenbrüter. Das Nest ist gewöhnlich napfförmig. Die Nahrung besteht aus Insekten und Sämereien. Alle Arten singen sowohl von niedrigen Ansitzwarten aus als auch im Singflug. Die Haubenlerche, die mit ihrem großen Verbreitungsgebiet auch zur Avifauna Mitteleuropas zählt, ist bekannt für ihr Nachahmungstalent. Sie imitiert den Gesang zahlreicher anderer Singvogelarten.

## Arten
Die folgenden rezenten Arten werden zu der Gattung gerechnet:
- Haubenlerche (Galerida cristata (Linnaeus, 1758))
- Devalerche (Galerida deva (Sykes, 1832))
- Dickschnabellerche (Galerida magnirostris (Stephens, 1826))
- Malabarlerche (Galerida malabarica (Scopoli, 1786))
- Sonnenlerche (Galerida modesta Heuglin, 1864)
- Theklalerche (Galerida theklae A. E. Brehm, 1857)
- Maghreblerche (Galerida macrorhyncha Tristram, 1859)

## Einzelbelege
1. ↑  Pätzold: Kompendium der Lerchen. S. 305.
2. ↑  Pätzold: Kompendium der Lerchen. S. 304.
3. ↑  Pätzold: Kompendium der Lerchen. S. 311.
4. ↑  Nicators, reedling & larks « IOC World Bird List. In: www.worldbirdnames.org. Abgerufen am 29. Dezember 2016 (englisch).